# Jürgen Klinsmann
Jürgen Klinsmann, né le 30 juillet 1964 à Göppingen, est un footballeur allemand évoluant au poste d'attaquant.
Ce buteur prolifique fut l'un des meilleurs attaquants de l'histoire du football allemand. Au cours de ses vingt ans de carrière professionnelle, il a remporté les plus grands trophées des compétitions de football, dont une Coupe du monde en 1990 et un Championnat d'Europe de football en 1996 avec l'équipe d'Allemagne. Après la fin de sa carrière de joueur, il s'est reconverti entraîneur et a dirigé l'équipe d'Allemagne de 2004 à 2006, le Bayern Munich de juillet 2008 à avril 2009 et puis les États-Unis de 2011 à 2016.

## Biographie

### Carrière de joueur
Jürgen Klinsmann commence le football à huit ans et évolue dans sa prime jeunesse à de nombreux postes, notamment celui de gardien. Le jeune garçon est particulièrement doué (à 9 ans dans son club de Gingen il marque seize buts en une seule rencontre) et fait ses débuts professionnels sous le maillot des Stuttgarter Kickers en 1981 à 17 ans. Il est à l'époque le plus jeune professionnel du pays alors qu'il évolue en 2. Bundesliga équivalent à la D2 dans le championnat français. Il se révèle déjà comme un buteur prolifique puisqu'en trois saisons de 2. Bundesliga et 61 matchs, il inscrit 22 buts. En 1984, il rejoint l'équipe du VfB Stuttgart et intègre la 1. Bundesliga. Dans l'élite du football allemand, il fait preuve d'une grande efficacité devant les buts : il marque en moyenne un but tous les deux matchs. En cinq saisons au VfB Stuttgart, il inscrira 79 buts en 156 matchs. Son talent ne passe pas inaperçu aux yeux de Franz Beckenbauer, sélectionneur de l'équipe nationale allemande qui lui offre ses premières sélections dès 1987. Son talent ne passe pas non plus inaperçu aux yeux des grands clubs européens. Meilleur joueur et buteur de la Bundesliga en 1988, l'international rejoint l'Inter Milan et ses compatriotes Andreas Brehme et Lothar Matthäus. Le Calcio est à l'époque, le championnat européen le plus réputé où l'on retrouve les plus grandes stars du football (les Néerlandais Van Basten, Gullit et Rijkaard au Milan AC, l'Argentin Diego Maradona au SSC Naples). Combatif et pugnace, Klinsmann s'adapte rapidement à la rigueur du Calcio et ne perd pas de son efficacité de buteur. Cependant, les Allemands de l'Inter Milan n'arriveront pas à enrayer la suprématie des Néerlandais du Milan AC en championnat. Néanmoins, les deux clubs de la ville de Milan brilleront sur la scène européenne : le Milan AC en Ligue des champions, l'Inter Milan en remportant la Coupe UEFA en 1991.
En 1990, avec ses deux coéquipiers de l'Inter Milan, Brehme et Matthäus, Klinsmann dispute sa deuxième compétition internationale (après l'Euro 1988) avec l'équipe de RFA. Associé à Rudi Völler en attaque, il dispute tous les matchs du tournoi et inscrit trois buts, dont un contre les Pays-Bas en huitième de finale. Lors de ce match, il était opposé à ses rivaux du Calcio : Van Basten, Gullit et Rijkaard. Même si Klinsmann ne marque plus lors des matchs qui suivront ce huitième de finale, cela n'empêchera pas à la RFA de remporter sa troisième Coupe du monde de football.
En 1992, Klinsmann sort d'une saison décevante (7 buts seulement inscrits en championnat avec l'Inter. Il est toutefois convoité par les clubs de Division 1 française, alors en pleine ascension. Le Paris Saint-Germain songe un temps à l'engager mais s'oriente finalement vers George Weah. Pour remplacer ce dernier, le club monégasque choisit Jürgen Klinsmann. Sa première saison sur le Rocher est une réussite : 19 buts marqués. De plus, l'AS Monaco ne finit qu'à 2 points du champion marseillais (qui sera plus tard déclassé), cette année-là vainqueur de la Ligue des champions. Mais l'année suivante est nettement moins glorieuse. Si Klinsmann parvient à marquer 10 fois en championnat, Monaco ne finit que neuvième au classement, seul un bon parcours en Ligue des champions (demi-finaliste de la compétition) sauvant les apparences.
Cette même année, il est une nouvelle fois nommé footballeur de l'année en Allemagne, notamment pour ses performances à la Coupe du monde de football 1994 (il inscrit cinq buts en cinq matchs lors du tournoi) et malgré l'élimination prématurée de la Nationalmannschaft. À 30 ans, il migre vers l'Angleterre, aux Tottenham Hotspur. Il y est surnommé « le roi du plongeon » mais il marque plus souvent (20 buts) qu'il n'a le nez dans le gazon. À l'issue de la saison, il est d'ailleurs désigné meilleur joueur de la Premier League. Après une seule saison en Angleterre, « Klinsi » retourne en Allemagne et signe au Bayern Munich. Avec l'équipe bavaroise, il gagne la Coupe UEFA en 1996 et surtout, la Bundesliga en 1997, titre qu'il n'avait encore jamais gagné. À 32 ans, Klinsmann est le capitaine de la Mannschaft qui dispute l'Euro 96. Il marque à trois reprises lors du tournoi et remporte à Wembley, le seul trophée qui manquait à sa carrière en sélection. Avec Jürgen Kohler, Thomas Hässler, Stefan Reuter, Andreas Möller et Andreas Köpke, Klinsmann est l'un des derniers rescapés de l'équipe victorieuse de la coupe du monde 1990. Il est sélectionné la même année une fois en équipe FIFA.
Après le titre de champion d'Allemagne de 1997, Klinsmann tente une nouvelle fois sa chance dans le Calcio, sous les couleurs de la Sampdoria Gênes. Sur le déclin, rattrapé par l'âge, il est prêté au club des Tottenham Hotspur. Cela ne l'empêchera pas de disputer sa troisième Coupe du monde. Au sein d'une sélection allemande de trentenaires, Klinsmann montrera qu'il n'a rien perdu de ses qualités de buteur en  trouvant le chemin des filets à trois reprises lors de la Coupe du monde 1998. Mais la sévère défaite en quarts de finale, (3-0) contre la Croatie précipitera sa retraite footballistique à 34 ans, après 108 sélections et 47 buts. Il fêtera le jubilé d'une carrière longue et riche l'année suivante.
Installé en Californie, il remettra les crampons à 39 ans, en 2003 au sein de l'équipe américaine des Orange County Blue Stars, afin d'aider celle-ci à se qualifier pour les play-off  de la Premier Development League (la quatrième division américaine). Il jouera 8 matchs et inscrira 5 buts sous le pseudonyme de « Jay Goppingen » (en allusion à sa ville de naissance, Göppingen).

### Carrière d'entraîneur et de sélectionneur
En 2004, il est nommé entraîneur de l'équipe nationale d'Allemagne et parvient à amener son équipe à la troisième place de la Coupe du monde 2006  organisée en Allemagne, éliminée par l'Italie (0-2) mais vainqueur du Portugal (3-1). Il quitte ses fonctions après le tournoi. Son successeur est Joachim Löw.
Le 12 janvier 2008, la direction du Bayern Munich annonce la nomination de l'ancien attaquant au poste d'entraîneur pour la saison 2008-2009. Klinsmann met en place de nombreux changements, en faisant appel à des préparateurs américains, à des séances de yoga... Mais après des résultats catastrophiques entre mars et avril (n'ayant toujours pas atteint la première place de la Bundesliga, élimination en Coupe d’Allemagne puis en Ligue des champions (4-0, 1-1) contre le FC Barcelone et une ultime défaite (0-1) à domicile face à Schalke 04, il est démis de ses fonctions le 27 avril 2009, certains voyant en son manque d'expérience les causes de son échec.
Le 29 juillet 2011, il est nommé sélectionneur des États-Unis qu'il qualifie pour le Mondial 2014. Il quitte la sélection américaine en 2016.
Le 27 novembre 2019, le Hertha Berlin lui confie les rênes de l'équipe première, alors 15e en Bundesliga, premier non-reléguable. Il démissionne deux mois et demi plus tard, estimant ne pas avoir la confiance de ses dirigeants, dont il dénonce le mode de fonctionnement.
Le 27 février 2023, il est nommé sélectionneur de l'équipe nationale de Corée du Sud. Sous sa direction, la sélection sud-coréenne, une des favorites de la compétition, est éliminée en demi-finale de la Coupe d'Asie des nations 2023 par la Jordanie (2-0). Ce résultat étant considéré comme un échec, Klinsmann est démis de ses fonctions quelques jours plus tard.

## Buts en sélection
| Buts en sélection de Jürgen Klinsmann | Buts en sélection de Jürgen Klinsmann | Buts en sélection de Jürgen Klinsmann          | Buts en sélection de Jürgen Klinsmann | Buts en sélection de Jürgen Klinsmann | Buts en sélection de Jürgen Klinsmann | Buts en sélection de Jürgen Klinsmann   |
| #                                     | Date                                  | Lieu                                           | Adversaire                            | Score                                 | Résultats                             | Compétitions                            |
| ------------------------------------- | ------------------------------------- | ---------------------------------------------- | ------------------------------------- | ------------------------------------- | ------------------------------------- | --------------------------------------- |
| 1                                     | 27 avril 1988                         | Fritz-Walter-Stadion, Kaiserslautern           | Suisse                                | 1-0                                   | 1-0                                   | Match amical                            |
| 2                                     | 14 juin 1988                          | Parkstadion, Gelsenkirchen                     | Danemark                              | 1-0                                   | 2-0                                   | Euro 1988                               |
| 3                                     | 4 octobre 1989                        | Westfalenstadion, Dortmund                     | Finlande                              | 3-0                                   | 6-1                                   | Éliminatoires de la Coupe du monde 1990 |
| 4                                     | 25 avril 1990                         | Mercedes-Benz Arena, Stuttgart                 | Uruguay                               | 3-2                                   | 3-3                                   | Match amical                            |
| 5                                     | 10 juin 1990                          | San Siro, Milan                                | Yougoslavie                           | 2-0                                   | 4-1                                   | Coupe du monde 1990                     |
| 6                                     | 15 juin 1990                          | San Siro, Milan                                | Émirats arabes unis                   | 2-0                                   | 5-1                                   | Coupe du monde 1990                     |
| 7                                     | 24 juin 1990                          | San Siro, Milan                                | Pays-Bas                              | 1-0                                   | 2-1                                   | Coupe du monde 1990                     |
| 8                                     | 10 octobre 1990                       | Råsunda Stadium, Stockholm                     | Suède                                 | 1-0                                   | 3-1                                   | Match amical                            |
| 9                                     | 31 octobre 1990                       | Stade Josy Barthel, Luxembourg                 | Luxembourg                            | 1-0                                   | 3-2                                   | Éliminatoires Euro 1992                 |
| 10                                    | 18 juin 1992                          | Ullevi, Göteborg                               | Pays-Bas                              | 1-2                                   | 1-3                                   | Euro 1992                               |
| 11                                    | 20 décembre 1992                      | Estadio Centenario, Montevideo                 | Uruguay                               | 4-0                                   | 4-1                                   | Match amical                            |
| 12                                    | 14 avril 1993                         | Ruhrstadion, Bochum                            | Ghana                                 | 3-1                                   | 6-1                                   | Match amical                            |
| 13                                    | 14 avril 1993                         | Ruhrstadion, Bochum                            | Ghana                                 | 5-1                                   | 6-1                                   | Match amical                            |
| 14                                    | 10 juin 1993                          | Robert F. Kennedy Memorial Stadium, Washington | Brésil                                | 1-3                                   | 3-3                                   | US Cup                                  |
| 15                                    | 10 juin 1993                          | Robert F. Kennedy Memorial Stadium, Washington | Brésil                                | 3-3                                   | 3-3                                   | US Cup                                  |
| 16                                    | 13 juin 1993                          | Soldier Field, Chicago                         | États-Unis                            | 1-0                                   | 4-3                                   | US Cup                                  |
| 17                                    | 19 juin 1993                          | Silverdome, Pontiac                            | Angleterre                            | 2-1                                   | 2-1                                   | US Cup                                  |
| 18                                    | 23 mars 1994                          | Mercedes-Benz Arena, Stuttgart                 | Italie                                | 1-1                                   | 2-1                                   | Match amical                            |
| 19                                    | 23 mars 1994                          | Mercedes-Benz Arena, Stuttgart                 | Italie                                | 2-1                                   | 2-1                                   | Match amical                            |
| 20                                    | 2 juin 1994                           | Ernst-Happel-Stadion, Vienne                   | Autriche                              | 3-0                                   | 5-1                                   | Match amical                            |
| 21                                    | 17 juin 1994                          | Soldier Field, Chicago                         | Bolivie                               | 1-0                                   | 1-0                                   | Coupe du monde 1994                     |
| 22                                    | 21 juin 1994                          | Soldier Field, Chicago                         | Espagne                               | 1-1                                   | 1-1                                   | Coupe du monde 1994                     |
| 23                                    | 27 juin 1994                          | Cotton Bowl, Dallas                            | Corée du Sud                          | 1-0                                   | 3-2                                   | Coupe du monde 1994                     |
| 24                                    | 27 juin 1994                          | Cotton Bowl, Dallas                            | Corée du Sud                          | 3-0                                   | 3-2                                   | Coupe du monde 1994                     |
| 25                                    | 2 juillet 1994                        | Soldier Field, Chicago                         | Belgique                              | 2-1                                   | 3-2                                   | Coupe du monde 1994                     |
| 26                                    | 16 novembre 1994                      | Chișinău, Moldavie                             | Moldavie                              | 1-0                                   | 2-1                                   | Éliminatoires Euro 1996                 |
| 27                                    | 14 décembre 1994                      | Qemal Stafa, Tirana                            | Albanie                               | 2-0                                   | 3-0                                   | Éliminatoires Euro 1996                 |
| 28                                    | 18 décembre 1994                      | Fritz-Walter-Stadion, Kaiserslautern           | Albanie                               | 2-0                                   | 2-1                                   | Éliminatoires Euro 1996                 |
| 29                                    | 29 mars 1995                          | Stade Boris-Paichadze, Tbilissi                | Géorgie                               | 1-0                                   | 2-0                                   | Éliminatoires Euro 1996                 |
| 30                                    | 29 mars 1995                          | Stade Boris-Paichadze, Tbilissi                | Géorgie                               | 2-0                                   | 2-0                                   | Éliminatoires Euro 1996                 |
| 31                                    | 7 juin 1995                           | Stade national Vassil-Levski, Sofia            | Bulgarie                              | 1-0                                   | 2-3                                   | Éliminatoires Euro 1996                 |
| 32                                    | 11 octobre 1995                       | Cardiff Arms Park, Cardiff                     | Pays de Galles                        | 2-1                                   | 2-1                                   | Éliminatoires Euro 1996                 |
| 33                                    | 15 novembre 1995                      | Olympiastadion, Berlin                         | Bulgarie                              | 1-1                                   | 3-1                                   | Éliminatoires Euro 1996                 |
| 34                                    | 15 novembre 1995                      | Olympiastadion, Berlin                         | Bulgarie                              | 3-1                                   | 3-1                                   | Éliminatoires Euro 1996                 |
| 35                                    | 24 avril 1996                         | Feyenoord Stadion, Rotterdam                   | Pays-Bas                              | 1-0                                   | 1-0                                   | Match amical                            |
| 36                                    | 4 juin 1996                           | Carl-Benz-Stadion, Mannheim                    | Liechtenstein                         | 8-1                                   | 9-1                                   | Match amical                            |
| 37                                    | 16 juin 1996                          | Old Trafford, Manchester                       | Russie                                | 2-0                                   | 3-0                                   | Euro 1996                               |
| 38                                    | 16 juin 1996                          | Old Trafford, Manchester                       | Russie                                | 3-0                                   | 3-0                                   | Euro 1996                               |
| 39                                    | 23 juin 1996                          | Old Trafford, Manchester                       | Croatie                               | 1-0                                   | 2-1                                   | Euro 1996                               |
| 40                                    | 4 septembre 1996                      | Ernest Pohl Stadium, Zabrze                    | Pologne                               | 2-0                                   | 2-0                                   | Match amical                            |
| 41                                    | 9 octobre 1996                        | Stade Hrazdan, Erevan                          | Arménie                               | 2-0                                   | 5-1                                   | Éliminatoires de la Coupe du monde 1998 |
| 42                                    | 10 septembre 1997                     | Westfalenstadion, Dortmund                     | Arménie                               | 1-0                                   | 4-0                                   | Éliminatoires de la Coupe du monde 1998 |
| 43                                    | 10 septembre 1997                     | Westfalenstadion, Dortmund                     | Arménie                               | 2-0                                   | 4-0                                   | Éliminatoires de la Coupe du monde 1998 |
| 44                                    | 5 juin 1998                           | Carl-Benz-Stadion, Mannheim                    | Luxembourg                            | 2-0                                   | 7-0                                   | Match amical                            |
| 45                                    | 15 juin 1998                          | Parc des Princes, Paris                        | États-Unis                            | 2-0                                   | 2-0                                   | Coupe du monde 1998                     |
| 46                                    | 25 juin 1998                          | Stade de la Mosson, Montpellier                | Iran                                  | 2-0                                   | 2-0                                   | Coupe du monde 1998                     |
| 47                                    | 29 juin 1998                          | Stade de la Mosson, Montpellier                | Mexique                               | 1-1                                   | 2-1                                   | Coupe du monde 1998                     |

## Palmarès joueur

### En club
- Vainqueur de la Coupe UEFA en 1991 avec l'Inter Milan et en 1996 avec le Bayern Munich
- Champion d'Allemagne en 1997 avec le Bayern Munich
- Finaliste de la Coupe de l'UEFA en 1989 avec le VfB Stuttgart
- Vice-champion d'Allemagne en 1996 avec le Bayern Munich
- Finaliste de la Coupe d'Allemagne en 1986 avec le VfB Stuttgart

### En équipe d'Allemagne
- 108 sélections et 47 buts entre 1987 et 1998
- Vainqueur de la Coupe du Monde en 1990
- Champion d'Europe des Nations en 1996
- Médaille de bronze aux Jeux Olympiques en 1988 avec les Olympiques

### Distinctions individuelles
- 2e au Ballon d'Or France Football en 1995
- Élu meilleur footballeur allemand en 1988 et en 1994
- Élu meilleur footballeur FWA de Premier League en 1995 avec Tottenham Hotspur
- Élu meilleur joueur du mois de Premier League en août 1994 avec Tottenham Hotspur
- Meilleur buteur de Bundesliga en 1988 (19 buts) avec le Stuttgart
- Meilleur buteur de la Coupe de l'UEFA en 1996 (15 buts) avec le Bayern Munich

## Palmarès entraîneur

### Avec l'équipe d'Allemagne
- Participation à la Coupe du Monde en Coupe du monde 2006 (3e)
- Participation à la Coupe des Confédérations en 2005 (3e)

### Avec l'équipe des États-Unis
- Vainqueur de la Gold Cup en 2013

### Distinction individuelle
- Élu meilleur entraîneur allemand de l'année en 2006

## Statistiques entraîneur

### Statistiques d'entraîneur
Mis à jour le 6 février 2024.
| Allemagne     | 26 juillet 2004  | 12 juillet 2006  | 34  | 20  | 8  | 6  | 81  | 41  | +40  | 58.82 |
| Bayern Munich | 1er juillet 2008 | 27 avril 2009    | 44  | 25  | 9  | 10 | 96  | 50  | +46  | 56.82 |
| États-Unis    | 29 juillet 2011  | 21 novembre 2016 | 98  | 55  | 16 | 27 | 178 | 109 | +69  | 56.12 |
| Hertha Berlin | 27 novembre 2019 | 11 février 2020  | 10  | 3   | 3  | 4  | 10  | 15  | -5   | 30    |
| Corée du Sud  | 27 février 2023  | 16 février 2024  | 17  | 9   | 5  | 3  | 35  | 16  | +19  | 52.94 |
| Total         | Total            | Total            | 203 | 111 | 41 | 50 | 400 | 231 | +174 | 54.67 |